# Plagiolepis pallescens
Plagiolepis pallescens é uma espécie de formiga do gênero Plagiolepis, pertencente à subfamília Formicinae.